# Холланд, Маргарет
Ма́ргарет Хо́лланд (англ. Margaret Holland, Countess of Somerset, Duchess of Clarence; ранее 17 апреля 1388 — 31 декабря 1439) — английская аристократка, третья дочь и седьмой ребёнок Томаса Холланда, 2-го графа Кента, и Элис Фицалан. Она дважды была замужем. Первым мужем Маргарет был Джон Бофорт, 1-й граф Сомерсет, единокровный брат короля Генриха IV. После смерти брата в 1408 году Маргарет унаследовала пятую часть её владений. Смерть мужа в 1410 году принесла ей ещё и опеку над большинством владений своих несовершеннолетних детей. В 1412 году она вторично вышла замуж за Томаса Ланкастера, герцога Кларенса, второго сына Генриха IV и племянника первого мужа. Вторично овдовев в 1421 году, Маргарет больше замуж не выходила. Она обладала положением и богатством, ежегодный доход от её земельных владений на момент смерти оценивался около тысячи фунтов. Кроме того, Маргарет покровительствовала бригиттинскому монастырю Сайону около Айзлуэрта.
Незадолго до смерти по заказу Маргарет была перестроена часовня Святого Михалила Кентерберийского в Кентерберийском соборе; в созданной там гробнице её и перезахоронили. 27 января 1440 года король Генрих VI отдал приказ там же перезахоронить тела графа Сомерсета и герцога Кларенса, первого и второго мужей Маргарет. На самой гробнице был установлен алебастровый памятник, на котором была изображена Маргарет и её мужья.
Внучка Маргарет, Маргарет Бофорт, стала матерью короля Англии Генриха VII, родоначальника династии Тюдоров. Её потомками являются все последующие короли и королевы Англии (а затем и Великобритании).

## Происхождение
Маргарет происходила из рода Холландов. Его представители до конца XIII века были средними землевладельцами в Ланкашире, пока Роберт Холланд благодаря дружбе с графом Томасом Ланкастерским, двоюродным братом короля Эдуарда II, не поднялся в ряды английской аристократии, получив в 1314 году титул барона Холланда. Хотя Роберт и пострадал из-за восстания и гибели своего покровителя, его второй сын восстановил состояние благодаря проявленным военным талантам и браку с Джоанной Кентской, известной под прозвищем «Прекрасная дева Кента», породнившись, таким образом, с английской королевской семьёй. Кроме того, после смерти первого мужа она вышла замуж за принца Уэльского Эдуарда Чёрного принца, наследника Эдуарда III, в браке с которым родился король Ричард II. Подобное родство благотворно повлияло на карьеру детей Джоанны от первого брака.
Старший сын Джоанны от первого брака, Томас Холланд, 2-й граф Кент, унаследовал после смерти матери её богатые владения. Он был опорой власти своего единоутробного брата Ричарда II на южном побережье. Томас женился на Элис Фицалан, дочери богатого и могущественного Ричарда Фицалана, 10-го графа Арундела. В этом браке родилось 9 детей, в том числе и Маргарет.

## Биография
Точный год рождения Маргарет неизвестен. Она родилась не позже 17 апреля 1388 года. По разным оценкам, девушка могла родиться между 1381 и 1385 годами. По мнению К. Амин, в середине 1390-х годов она была обручена с Джоном Бофортом — старшим незаконнорождённым сыном герцога Ланкастерского Джона Гонта и его многолетней любовницы Екатерины Суинфорд. В это время девушка была ещё несовершеннолетней, поэтому брак не был заключён сразу. Поженились они не позднее 28 сентября 1397 года. Р. Шоу считает, что вероятнее всего брак был заключён после легитимизации Бофортов примерно в этот же период: папская булла датирована 1 сентября 1396 года, акт Ричарда II был утверждён 9 февраля 1397 года. Легитимизация незаконнорождённых детей Джона Гонта была частью политики английского короля по сближению с его могущественным дядей, а для них самих способствовала быстрому карьерному росту. Вскоре Джон Бофорт получил титул графа Сомерсета, а позже — маркиза Дорсета.
Семья Маргарет, которая пользовалась неизменной поддержкой Ричарда II, серьёзно пострадала после его свержения в 1399 году Генрихом IV, единокровным братом Джона Бофорта. Её брат Томас Холланд, который после смерти отца в 1397 году унаследовал титул графа Кента, а потом какое-то время носил титул герцога Суррей, и дядя Джон Холланд, граф Хандингдон, были в январе 1400 года казнены за участие в Крещенском заговоре, направленном на свержение нового короля. Её муж, который был одним из соратников Ричарда II, оказался более проницательным, чем родственники жены, и был неизменно лоялен Генриху IV, близкое родство с которым обеспечило ему рост благосостояния. Хотя Джон Бофорт и был лишён полученного в правление Ричарда II титула маркиза, став снова графом, он быстро стал ведущей фигурой при королевском дворе, неизменно поддерживая своего брата-короля.
В 1399 году Маргарет стала Дамой ордена Подвязки.
В ноябре 1401 года Маргарет родила первого сына. Он был крещён 26 ноября, причём крёстным отцом стал сам король, в честь которого мальчик получил имя Генри. Более того, Генрих IV назначил новорожденному ежегодное пособие в тысячу марок до тех пор, пока отец или король не смогут предоставить ему иные средства к существованию. Место крещения не указано, но патент был выдан в Вестминстере, на основании чего Н. Амин полагает, что церемония происходила или во дворце, или в близлежащем аббатстве. Всего в браке родилось четверо сыновей и две дочери.
В 1408 году умер последний из выживших братьев Маргарет — Эдмунд Холланд, 4-й граф Кент, не оставивший наследников мужского пола. Его владения были разделены между четырьмя живыми на тот момент вдовствующими графинями Кента и пятью сёстрами. Маргарет при этом получила пятую часть наследства, что сделало её очень богатой женщиной. 16 марта 1410 года умер её муж Джон. Её дети в это время были несовершеннолетними, поэтому под управлением молодой вдовы оказались почти все поместья мужа. Даже после того как её старший сын Томас стал совершеннолетним, Маргарет сохранила треть владений. Это богатство сыграло важную роль в её втором браке.
Уже через несколько месяцев после смерти Джона Бофорта к его вдове Маргарет посватался его племянник Томас Ланкастерский, второй сын короля Генриха IV. В этот период принц был относительно беден для королевского сына. Несоответствие богатства Маргарет и Томаса было настолько очевидно, что епископ Генри Бофорт, брат её покойного мужа, который был душеприказчиком после его смерти, серьёзно опасался, что наследство его племянников может быть украдено их отчимом, поэтому вмешался и добился отсрочки брака на 2 года.
Папское разрешение на брак было дано 16 августа 1410 года, но сама свадьба состоялась только в мае 1412 года. Хотя 9 июля 1412 года Генрих IV присвоил Томасу титул герцога Кларенса, его ежегодный доход, составлявший около 300 фунтов, значительно уступал доходу жены, которая в 1418—1421 годах ежегодно получала около 1500 фунтов. Когда Маргарет отправилась во Францию, где в ноябре 1419 года присоединилась к мужу, её сопровождала свита из 143 человек, в число которых входило 19 рыцарей, 10 священников, 11 обозников, отвечавших за её багаж, и 4 певчих. Поскольку Маргарет была знатной дамой, она 21 мая 1420 года присутствовала на ратификации договора в Труа, а в конце года посетила в Париже Екатерину Валуа, которая недавно стала женой короля Англии Генриха V. 
22 марта 1421 года герцог Кларенс погиб в битве при Боже, после чего Маргарет вновь стала вдовой. Кроме того, в этой же битве в плен к французам попали двое её детей, Томас и Джон. Второй брак Маргарет был бездетным, в дальнейшем она так и оставалась вдовой, причём около 1427 года обязалась не вступать в новый брак. Она обладала положением и богатством, ежегодный доход от её земельных владений на момент смерти оценивался около тысячи фунтов.
Очень много времени Маргарет проводила в замке Максей в Нортгемптоншире, в котором часто содержали молодого Жана, графа Ангулемского, личного пленника герцога Кларенса; возможно, что вдовствующая герцогиня стала его близким другом. При этом дружба не мешала ей воспрепятствовать попыткам Жана получить свободу, поскольку она хотела обменять его на сына Джона Бофорта, находившегося во французском плену.
Особым покровительством Маргарет пользовался бригиттинский монастырь Сайон около Айзлуэрта, основанный в 1415 году Генрихом V. К 30 сентября 1428 года, когда она получила папское разрешение на то, чтобы священники проводили службу в её личной резиденции, вдовствующая герцогиня проводила большую часть своего времени, живя рядом с ним. Для монастыря Маргарет купила минимум 7 книг, в том числе прекрасную Библию. Кроме того, она дружила со священниками монастыря, особенно с Саймоном Уинтером, посвятившим ей «Житие Святого Иеронима». 30 ноября 1429 года по просьбе Маргарет папа выдала Саймону разрешение перебраться из Сайонского монастыря в аббатство Сент-Олбанс, где были менее строгие бенедиктинские обряды. В том же году её приняли в братство аббатства.
Маргарет умерла, вероятно, 31 декабря 1439 года в окрестностях Сайонского монастыря и была похоронена в Кентерберийском соборе, где в 1439 году в южном трансепте собора была открыта перестроенная часовня Святого Михалила Кентерберийского, также известная как часовня воинов. В центре её по воле Маргарет Холланд, была создана гробница из серого пурбекского мрамора. 27 января 1440 года король Генрих VI, выполняя желание родственницы, отдал приказ перезахоронить тела графа Сомерсета и герцога Кларенса, мужей Маргарет, в новой часовне рядом с телом их жены. Сверху гробницы был установлен алебастровый памятник, на котором в центре изображена Маргарет, а по бокам — её мужья. Гробница существует и в настоящее время.
Бофорты, потомки Маргарет, играли заметную роль во время войны Алой и Белой розы. Хотя после гибели в 1471 году Эдмунда Бофорта, титулярного герцога Сомерсета, род угас, но осталась побочная ветвь, родоначальником которой был Чарльз Сомерсет, 1-й граф Вустер, незаконнорожденный сын Генри Бофорта, 3-го герцога Сомерсета. Она существует и в настоящее время, её глава носит титул герцога Бофорта.
Одна из дочерей Маргарет, Джоанна Бофорт, вышла замуж за шотландского короля Якова I, а внучка, Маргарет Бофорт, стала матерью короля Англии Генриха VII, родоначальника династии Тюдоров. Её потомками являются все последующие короли и королевы Англии (а затем и Великобритании).

## Брак и дети
1-й муж: не позднее 28 сентября 1397 года Джон Бофорт (около 1373 — 16 марта 1410), 1-й граф Сомерсет с 1397 года, маркиз Сомерсет (Дорсет) в 1397—1399 года, старший из четверых незаконнорождённых детей Джона Гонта, герцога Ланкастерского и его любовницы Екатерины Суинфорд, ставшей позднее его третьей женой. В браке родилось шесть детей:
- Генри Бофорт (около 26 ноября 1401 — 25 сентября 1418), 2-й граф Сомерсет с 1410 года[18].
- Джон Бофорт (25 марта 1404 — 27 мая 1444), 3-й граф Сомерсет с 1418 года, 1-й герцог Сомерсет и 1-й граф Кендал с 1443 года[18][21].
- Джоанна Бофорт (ок. 1404 — 15 июля 1445); 1-й муж: с 2, 10 или 13 февраля 1424 Яков I (25 июля 1394 — 21 февраля 1437), король Шотландии; 2-й муж: ранее 21 сентября 1439 сэр Джеймс Стюарт Чёрный рыцарь из Лорна (ок. 1383 — после 1451)[18].
- Томас Бофорт (1405—1432), граф Перша[18].
- Эдмунд Бофорт (ок. 1406 — 22 мая 1455), граф Мортен в 1427—1449 годах, 1-й граф Дорсет с 1442 года, 1-й маркиз Дорсет с 1443 года, 4-й граф Сомерсет с 1444 года, 2-й герцог Сомерсет с 1448 года[18][22].
- Маргарет Бофорт[англ.] (1409 — ноябрь 1449); муж: Томас де Куртене (1414 — 3 февраля 1458), 5/13-й граф Девон[18].

2-й муж: с мая 1412 Томас Ланкастер (29 сентября 1387 — 22 марта 1421), герцог Кларенс и граф Албемарл с 1412 года. Брак был бездетным.